# Белая Криница (Ровненская область)
Бе́лая Крини́ца (укр. Біла Криниця) — село в Ровненском районе Ровненской области Украины. Административный центр Белокриницкой сельской общины.
Население по переписи 2001 года составляло 2431 человек. Почтовый индекс — 35342. Телефонный код — 363. Код КОАТУУ — 5624680